# Lobelia umbellifera
Lobelia umbellifera är en klockväxtart som beskrevs av Mcvaugh. Lobelia umbellifera ingår i släktet lobelior, och familjen klockväxter. Inga underarter finns listade i Catalogue of Life.